# Sjöfn
En la mitologia escandinava, Sjöfn és una deessa associada a l'amor. Sjöfn apareix a l'Edda en prosa, escrita al segle xiii per Snorri Sturluson i en tres kennings de la poesia skàldica. Els estudiosos han proposat diverses teories sobre les implicacions d'aquesta deessa.

## Aparicions als mites
Al capítol 35 del llibre Gylfaginning de l'Edda en prosa, Hár proporciona descripcions breus de 16 ásynjur. Hár esmenta Sjöfn en setena posició, i diu que Sjöfn "s'encarrega de menar els pensaments de les persones cap a l'amor, tant homes com dones." A més a més, Hár assegura que a partir del nom de sjöfn es formà la paraula sjafni, que en nòrdic antic vol dir amor. Al llibre Skáldskaparmál de la mateixa Edda en prosa, Sjöfn apareix en una llista de 27 noms d'ásynjur. A banda d'aquestes fonts, el nom Sjöfn també s'empra tres vegades en tres kennings skàldics diferents per a referir-se a la paraula "dona".

## Teories
Pel que fa a la informació proporcionada de Sjöfn al Gylfaginning, John Lindow diu que la paraula sjafni de fet apareix llistada al Nafnaþulur com a la paraula per a "amor", però que tret d'aquesta descripció no es coneix cap altra informació sobre la deessa. Lindow exposa que alguns estudiosos que tenen la teoria que Sjöfn pot ser la deessa Frigg amb un altre nom. Rudolf Simek diu que Snorri pot haver derivat la seva etimologia de Sjöfn a partir de les paraules del nòrdic antic sefi ("sentit" o, probablement, "relació"), però que les poques referències de Sjöfn no ens permeten elaborar-ne una explicació. Simek diu que Sjöfn és vista com una deessa del "matrimoni o l'amor, o si no de les relacions" i que es pot compta entre altres deesses esmentades a l'Edda en prosa "que són deesses guardianes semblants a les matronae."